# Szent-Györgyi Albert-díj

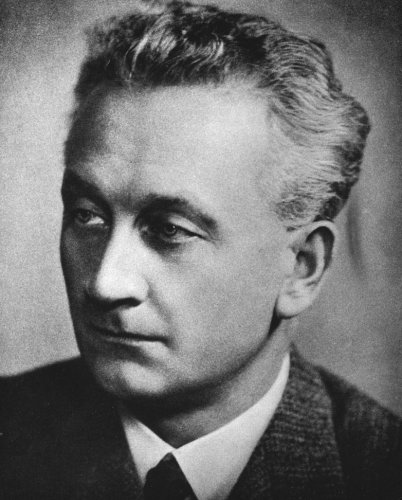
Szent-Györgyi Albert Nobel-díjas magyar orvos, biokémikus, a díj névadója

A Szent-Györgyi Albert-díj az emberi erőforrások minisztere (korábban: az oktatási miniszter) által adományozható állami elismerés. A felsőoktatás területén kiemelkedő oktatási, kutatási és nevelési munkáért, illetve iskolateremtő, nemzetközi elismertségű tevékenységet végző magánszemélyeknek adományozható. Nevét Szent-Györgyi Albert Nobel-díjas tudósról, a C-vitamin felfedezőjéről kapta.
A díjból évente legfeljebb nyolc adományozható. A díj átadására a pedagógus nap (június első vasárnapja) alkalmából kerül sor. A díjazott emlékérmet és az adományozást igazoló oklevelet kap.
Az emlékérem kerek alakú, bronzból készült, átmérője 80, vastagsága 8 mm. Az emlékérem Szöllőssy Enikő szobrászművész alkotása, egyoldalas, Szent-Györgyi Albert domború arcképe és azon „Szent-Györgyi Albert-díj” felirat található.
Nem tévesztendő össze az Amerikai Egyesült Államok Nemzeti Rákkutató Alapítványa által 2005-ben alapított tudományos díjjal. Az amerikai díjat a rákkutatás területén élenjárók kaphatják meg, ami a dicsőség mellett 25 ezer dollárt is jelent.

## A plakett
A plakett Szöllőssy Enikő szobrászművész alkotása. Kerek alakú, bronzból készült, átmérője 80, vastagsága 8 milliméter. A plakett egyoldalas, Szent-Györgyi Albert domború arcképét és a Szent-Györgyi Albert-díj feliratot ábrázolja.

## Díjazottak

### 1991
- Nagy János egyetemi tanár, okleveles agrármérnök, az MTA doktora, intézet igazgató, Debrecen

### 1992
- Beck Mihály kémikus, az MTA tagja
- Benda Kálmán (1913–1994) történész, az MTA tagja
- Benedek István (1915–1996) író, kultúrtörténész (orvos)
- Csepregi Pál (1924–2002) a magyar szőlő- és borgazdaság egyik legnagyobb szőlész tudósa és tanára
- Flerkó Béla (1924–2003) emeritus egyetemi tanár, az MTA rendes tagja
- Vajna Zoltán (1928) gépészmérnök, az MTA tagja
- Vekerdi László könyvtáros, író, tudománytörténész

### 1993
- Marx György (1927–2002) fizikus, az MTA tagja, elismert ismeretterjesztő művek írója
- Nádori László
- Páczelt István akadémikus, a műszaki tudomány doktora (1982)
- Sitkei György Professor emeritus, az MTA tagja
- Szántay Csaba vegyészmérnök, az MTA Központi Kémiai Kutatóintézet osztályvezetője
- Vanyó László egyháztörténész, egyetemi tanár

### 1994
A díjazottak:
- Balázs Dénes (1924–1994) geográfus
- Benedek Ferenc (1926–2007) jogtudós, a jogi romanisztika tudományának egyik legjelentősebb hazai művelője
- Brücher Ernő, a Kossuth Lajos Tudományegyetem tanszékvezető egyetemi tanára
- Dux László, a Szent- Györgyi Albert Orvostudományi Egyetem Biokémiai Intézete tanszékvezető egyetemi tanára,
- Ferenczy Lajos (1930–2004)
- Gyarmati István (1929–2002) fizikus, fizikokémikus, az MTA tagja
- Joó István (1928-2007) geodéta és térképész, egyetemi tanár
- Juhász-Nagy Sándor, a Semmelweis Orvos- tudományi Egyetem Ér- és Szívsebészeti Klinikája egyetemi tanára,
- Koncz Lajos, a Római Katolikus Érseki Hittudományi Főiskola teológiai tanára,
- Kovács László, a Debreceni Orvostudományi Egyetem Élettani Intézete tanszékvezető egyetemi tanára,
- Kristó Gyula (1939–2004) történész tanszékvezető egyetemi tanár, az MTA tagja
- Muszbek László akadémikus, a Debreceni Orvos- tudományi Egyetem tanszék- vezető egyetemi tanára,
- Öllős Géza a Budapesti Műszaki Egyetem tanszékvezető egyetemi tanára,
- Papp Gyula akadémikus, a Szent-Györgyi Albert Orvostudományi Egyetem Phar- macológiai Intézete igazgatója,
- Roska Tamás kutató, Pázmány Péter Katolikus Egyetem, Információs Technológiai Kar, dékán
- Székely György akadémikus, az Eötvös Loránd Tudományegyetem egyetemi tanára,
- Szolcsányi János, a Pécsi Orvostudományi Egyetem Gyógyszertani Intézeté egyetemi tanára,
- Tarnay Kálmán, a Budapesti Műszaki Egyetem egyetemi tanára,
- Varga József, a Budapesti Műszaki Egyetem tanszékvezető egyetemi tanára,
- Vékássy Alajos, a Könnyűipari Műszaki Főiskola címzetes főiskolai tanára.

### 1995
- Eiben Ottó (1931–2004) a biológiai tudományok doktora, egyetemi tanár
- Monos Emil egyetemi tanár, SOTE a Klinikai Kísérleti Kutató és Humán Élettani Intézet Professor Emeritusa
- Palkovits Miklós az MTA rendes tagja, Semmelweis Egyetem, Általános Orvostudományi Kar, Anatómiai Intézet
- Tamássy Lajos a matematikai tudomány doktora (1971), a Debreceni Egyetem professzor emeritusa

### 1996
- Detrekői Ákos geodéta, a műszaki tudományok doktora (1978), az MTA tagja, Budapesti Műszaki és Gazdaságtudományi Egyetem egyetemi tanára
- Fésüs László orvos, egyetemi tanár, a Debreceni Egyetem Biokémiai és Molekuláris Biológiai Intézetének igazgatója
- Pócs Tamás egyetemi tanár, az MTA rendes tagja (2001)
- Winkler András
- Kósa András

### 1997
- Bernáth Gábor (1933–2007) kémikus, tanszékvezető egyetemi tanár, a kémiai tudomány doktora
- Borhidi Attila biológus, a Pécsi Tudományegyetem emeritusz professzora
- De Châtel Rudolf egyetemi tanár
- Szabó János a ZMNE Hadtudományi Doktori Iskola igazgatója, az MTA doktora

### 1998
- Bécsy Tamás színháztörténész, esztéta, kritikus, Veszprémi Egyetem
- Czibere Tibor gépészmérnök, egyetemi tanár, Professor Emeritus, az MTA tagja
- Daróczy Zoltán matematikus, egyetemi tanár, Debreceni Egyetem
- Forgó Ferenc egyetemi tanár Budapesti Corvinus Egyetem
- Géher Károly (1929–2006) villamosmérnök, Professor Emeritus
- Halász Gábor matematikus, egyetemi tanár, az MTA tagja
- Kollár Lajos (1926–2004) építőmérnök, az MTA tagja
- Szepessy Tibor műfordító, klasszika-filológus, irodalomtörténész
- Gere Géza (1927-2013) zooologus, egyetemi tanár, az ELTE TTK Doktori Iskola; Zootaxonomia; Állatökológia; Hidrobiológia program egyik alapítója

### 1999
- Gáspár Zsolt okleveles építőmérnök, a Budapesti Műszaki és Gazdaságtudományi Egyetem egyetemi tanára
- Totik Vilmos matematikus, a matematikai tudományok kandidátusa (1981), doktora (1986), az MTA tagja
- Zrínyi Miklós a kémiai tudományok doktora, egyetemi tanár, tanszékvezető (BME Vegyészmérnöki Kar, Fizikai Kémia Tanszék)

### 2000
- Kovács László az orvostudomány doktora, egyetemi tanár, Professor Emeritus (2004–)
- Vékás Lajos jogász, egyetemi tanár, az MTA tagja

### 2001
2001. január 22-én:
- Ádány Róza professzor, egyetemi tanár, a Debreceni Egyetem Orvos- és Egészségtudományi Centrum Népegészségügyi Kar dékánja
- Sétáló György PTE ÁOK intézetvezetője
- Bakos József,
- Beke János,
- Besznyák István,
- Egri Péter,
- Ernyey Gyula,
- Farkas Miklós,
- Fehér Ottó,
- Gábor Miklós,
- Meszéna György,
- Nagy János,
- Patkó Gyula,
- Szabó Kálmán,
- Méray László (posztumusz)

### 2002
- Dobák Miklós Budapesti Corvinus Egyetem Vezetés és Szervezés Tanszék vezetője
- Lovas István fizikus, Professor emeritus, Debreceni Egyetem Természettudományi Kar

### 2003
- Kovács L. Gábor igazgató, egyetemi tanár, PTE ETK Diagnosztikai és Menedzsment Intézete és PTE ÁOK Laboratóriumi Medicina Intézete

### 2004
- Ádám József
- Balázs Béla[4][5]
- Fogassy Elemér
- Glits Márton a Budapesti Corvinus Egyetem Kertészettudományi Kar Növénykórtani Tanszékének egyetemi tanára
- Kopp Mária igazgató, egyetemi tanár SOTE Magatartástudományi Intézet, az MTA doktora
- Pócsik György[4]
- Réthelyi Miklós igazgató, SOTE Anatómiai, Szövet- és Fejlődéstani Intézet
- Zöld András

### 2005
- Ágh Attila, a Budapesti Corvinus Egyetem egyetemi tanára
- Csapó János, élelmiszer-kémikus, a Kaposvári Egyetem Kémiai Intézete igazgatója, egyetemi tanár
- Csörgő Sándor akadémikus, a Szegedi Tudományegyetem tanszékvezető egyetemi tanára
- Frank Tibor, az Eötvös Loránd Tudományegyetem egyetemi tanára
- Hamza Gábor akadémikus, az Eötvös Loránd Tudományegyetem tanszékvezető egyetemi tanára
- Horváth Attila, a Veszprémi Egyetem egyetemi tanára, a kémiai tudomány doktora
- Kecskeméti Valéria, a Semmelweis Egyetem egyetemi tanára, az orvostudomány kandidátusa
- Kosztolányi György akadémikus, a Pécsi Tudományegyetem egyetemi tanára
- Kovács Márta, Kurutz Károlyné akadémikus, a Budapesti Műszaki és Gazdaságtudományi Egyetem egyetemi tanára
- Lévai Imre, a Miskolci Egyetem professzor emeritusa
- Ligeti Erzsébet, a Semmelweis Egyetem egyetemi tanára
- Machovich Raymund egyetemi tanár (SOTE, ÁOK Orvosi Biokémiai Intézet)
- Nováky Erzsébet, a Budapesti Corvinus Egyetem Jövőkutatási Kutatóközpont vezetője, egyetemi tanára
- Pethő Attila, a Debreceni Egyetem Informatikai Kara dékánja, egyetemi tanár
- Samu Mihály, az Eötvös Loránd Tudományegyetem professzor emeritusa
- Veszprémi Tamás, a Budapesti Műszaki és Gazdaságtudományi Egyetem egyetemi tanára, a kémiai tudomány doktora

### 2006
- Barkóczi Ilona az Eötvös Loránd Tudományegyetem professor emeritusa
- Bekker Zsuzsa a Budapesti Corvinus Egyetem tanszékvezető egyetemi tanára, a közgazdaságtudomány doktora
- Berta Árpád a Szegedi Tudományegyetem tanszékvezető egyetemi tanára, a nyelvtudomány doktora
- Bíró Katalin, a Mozgássérültek Pető András Nevelőképző és Nevelőintézete nyugalmazott tanszékvezető főiskolai tanára, a neveléstudomány kandidátusa
- Czvikovszky Tibor, a Budapesti Műszaki és Gazdaságtudományi Egyetem egyetemi tanára, a kémiai tudomány doktora
- Izsák Lajos, az Eötvös Loránd Tudományegyetem intézetigazgató egyetemi tanára, a történelemtudomány doktora
- Papp Sándor, a Veszprémi Egyetem nyugalmazott egyetemi tanára, a kémiai tudomány doktora
- Penke Botond, az MTA tagja, a Szegedi Tudományegyetem egyetemi tanára
- Schmidt Tamás, a Budapesti Műszaki és Gazdaságtudományi Egyetem egyetemi tanára, a matematikai tudomány doktora
- Szatmáry Sándor, a Szegedi Tudományegyetem tanszékvezető egyetemi tanára, a fizikai tudomány doktora
- Székely Vladimír, az MTA tagja, a Budapesti Műszaki és Gazdaságtudományi Egyetem egyetemi tanára
- Szollár Lajos, a Semmelweis Egyetem dékánja, egyetemi tanár, az orvostudomány doktora
- Tóth Tibor, a Miskolci Egyetem intézetigazgatója tanszékvezető egyetemi tanára, a műszaki tudomány doktora
- Trixler Mátyás, a Pécsi Tudományegyetem egyetemi tanára, az orvostudomány doktora
- Vas Attila, a Szent István Egyetem egyetemi tanára, a mezőgazdasági tudomány kandidátusa

### 2007
- Babinszky László, a Kaposvári Egyetem rektora
- Berta András, a Debreceni Egyetem tudományos rektor-helyettese, egyetemi tanára, klinikai igazgató, az orvostudomány doktora
- Dékány Imre, a Szegedi Tudományegyetem tanszékvezető egyetemi tanára
- Gáborjányi Richard, a Pannon Egyetem egyetemi tanára, a mezőgazdasági tudomány doktora
- Gebei Sándor, az Eszterházy Károly Főiskola tanszékvezető egyetemi tanára, a történelemtudomány doktora,
- Gömör Béla, a Semmelweis Egyetem egyetemi tanára, az orvostudomány kandidátusa,
- Hrubos Ildikó, a Budapesti Corvinus Egyetem oktatási rektor-helyettese, egyetemi tanár, a szociológiai tudomány kandidátusa
- Huszenicza Gyula, a Szent István Egyetem egyetemi tanára, az állatorvos-tudomány doktora
- Magyar György , a Vitéz János Római Katolikus Tanítóképző Főiskola főiskolai tanára, a neveléstudomány kandidátusa
- Meggyesi Tamás, a Budapesti Műszaki és Gazdaságtudományi Egyetem professor emeritusa
- Pintér András, a Pécsi Tudományegyetem egyetemi tanára, az orvostudomány doktora
- Schmidt István, a Budapesti Műszaki és Gazdaságtudományi Egyetem egyetemi tanára, a műszaki tudomány doktora
- Szenthe János, az Eötvös Loránd Tudományegyetem Matematikai Intézete tudományos tanácsadója
- Szilágyi László, a Debreceni Egyetem egyetemi tanára, a kémiai tudomány doktora

### 2008
- dr. Anderle Ádámné dr. Sajti Enikő, a Szegedi Tudományegyetem egyetemi tanára
- Balaton Károly, a Budapesti Corvinus Egyetem igazgatóhelyettes egyetemi tanára
- Bobok Elemér, a Miskolci Egyetem egyetemi tanára
- Csath Magdolna, a Kodolányi János Főiskola intézetigazgató tanszékvezető egyetemi tanára
- Fogarasi Géza, az Eötvös Loránd Tudományegyetem egyetemi tanára
- Halász Béla, a Semmelweis Egyetem professor emeritusa
- Laczó Zoltán, a Liszt Ferenc Zeneművészeti Egyetem egyetemi docense
- Liszi János, a Pannon Egyetem egyetemi tanára
- Mészáros András, a pozsonyi Comenius Egyetem egyetemi tanára
- Nagy Judit, a Pécsi Tudományegyetem egyetemi tanára
- Paragh György, a Debreceni Egyetem Orvos- és Egészségügyi Centrum elnöke, egyetemi tanár
- Pukánszky Béla, akadémikus, a Budapesti Műszaki és Gazdaságtudományi Egyetem tanszékvezető egyetemi tanára
- Stefler József, a Kaposvári Egyetem egyetemi tanára
- Szabó Gábor, a Debreceni Egyetem egyetemi tanára
- M. Szabó Miklós, akadémikus, a Zrínyi Miklós Nemzetvédelmi Egyetem egyetemi tanára

### 2009
- Ádám Antal, a Pécsi Tudományegyetem professor emeritusa
- Besenyei Lajos, a Szegedi Tudományegyetem professor emeritusa
- Frank András, az Eötvös Loránd Tudományegyetem tanszékvezető egyetemi tanára
- Halasy Katalin, a Szent István Egyetem egyetemi tanára
- Hunyady Györgyné Gárdonyi Zsuzsanna, a Magyar Pedagógiai Társaság alelnöke
- Józsa János Balázs, a Budapesti Műszaki és Gazdaságtudományi Egyetem dékánhelyettese, tanszékvezető egyetemi tanára
- Lengyel György, a Budapesti Corvinus Egyetem egyetemi tanára
- Máthéné Bognár Katalin, a Szent István Egyetem főiskolai tanára
- Oláh Imre, a Semmelweis Egyetem professor emeritusa
- Páles Zsolt, a Debreceni Egyetem egyetemi tanára
- Petz Dénes, a Budapesti Műszaki és Gazdaságtudományi Egyetem egyetemi tanára
- Sóber Mátyásné Schaff Zsuzsa, a Semmelweis Egyetem egyetemi tanára
- Szakály Zoltán, a Kaposvári Egyetem tudományos dékán-helyettese, tanszékvezető egyetemi docens
- Tósaki Árpád, a Debreceni Egyetem dékánja, egyetemi tanár
- Várnagy László, a Pannon Egyetem nyugalmazott egyetemi tanára

### 2010
- Balla György, a Debreceni Egyetem intézetigazgató egyetemi tanára
- Dán András, a Budapesti Műszaki és Gazdaságtudományi Egyetem tanszékvezető-helyettes egyetemi tanára, igazgató
- dr. Dóczi Tamás a Pécsi Tudományegyetem Általános Orvostudományi Kar Idegsebészeti Klinika egyetemi tanára[6]
- Fried Ervin, az Eötvös Loránd Tudományegyetem professor emeritusa
- Füleky György, a Szent István Egyetem egyetemi tanára
- Füst György, a Semmelweis Egyetem nyugalmazott egyetemi tanára, szaktanácsadó
- Gaál Zoltán, a Pannon Egyetem egyetemi tanára
- Kiricsi Imre, a Szegedi Tudományegyetem tanszékvezető egyetemi tanára
- Kovács Melinda, a Kaposvári Egyetem tudományos rektorhelyettese, tanszékvezető egyetemi tanár
- Lantos Béla, a Budapesti Műszaki és Gazdaságtudományi Egyetem egyetemi tanára
- Marschalkó Márta, a Semmelweis Egyetem egyetemi docense
- Pepó Péter, a Debreceni Egyetem intézetvezető egyetemi tanára
- Rimóczi Imre, a Budapesti Corvinus Egyetem tanszékvezető egyetemi tanára
- Roóz József, a Budapesti Gazdasági Főiskola rector emeritusa, tanszékvezető főiskolai tanár
- Zoltán András, az Eötvös Loránd Tudományegyetem tanszékvezető egyetemi tanára

### 2011
- Balogh László, a Kaposvári Egyetem Gazdaságtudományi Kar dékánja, egyetemi docens
- Barta János, a Debreceni Egyetem Bölcsészettudományi Kar Történelmi Intézet professor emeritusa
- Beke Dezső, a Debreceni Egyetem Természettudományi és Technológiai Kar egyetemi tanára
- Döbröczöni Ádám, a Miskolci Egyetem Gépészmérnöki és Informatikai Kar egyetemi tanára
- Fekete Sándor György, a Szent István Egyetem Állatorvos-tudományi Kar egyetemi tanára, osztályvezető
- Frisnyák Sándor, a Nyíregyházi Főiskola Természettudományi és Informatikai Kar nyugalmazott egyetemi tanára
- Kertész János akadémikus, a Budapesti Műszaki és Gazdaságtudományi Egyetem Természettudományi Kar intézetigazgató egyetemi tanára
- Móricz Ferenc, a Szegedi Tudományegyetem professor emeritusa
- Schneller István, a Budapesti Corvinus Egyetem Tájépítészeti Kar tanszékvezető egyetemi tanára
- Sipos Kornél, a Semmelweis Egyetem Testnevelési és Sporttudományi Kar egyetemi tanára
- Sulyok Endre, a Pécsi Tudományegyetem Egészségtudományi Kar egyetemi tanára, dékáni tanácsadó
- Varga Zoltán, a Szent István Egyetem Gépészmérnöki Kar egyetemi tanára
- Vámossy Ferenc, a Budapesti Műszaki és Gazdaságtudományi Egyetem Ybl Miklós- és Széchenyi-díjas professor emeritusa
- Zsolnai József, (posztumusz) a Pannon Egyetem nyugalmazott intézetigazgató egyetemi tanára

### 2012
- Farkas Etelka, a Debreceni Egyetem dékánhelyettese
- Horváth Andor Imre, a Babeș–Bolyai Tudományegyetem nyugalmazott egyetemi docense
- Jávor András, a Debreceni Egyetem oktatási rektor-helyettese, intézetvezető egyetemi tanár
- Kárpáti Andrea, az ELTE tanszékvezető egyetemi tanára
- prof. Dr. Kollár László, a Pécsi Tudományegyetem intézetigazgató egyetemi tanára
- dr. Kristóf János, a Pannon Egyetem tanára
- dr. Nyulászi László, a Budapesti Műszaki és Gazdaságtudományi Egyetem egyetemi tanára
- dr. Scheiber Pál, a Szent István Egyetem egyetemi tanára
- prof. dr. Szabó Miklós, a Miskolci Egyetem dékánja, egyetemi tanár
- dr. B. Szendrei Mária, a Szegedi Tudományegyetem tanszékvezető egyetemi tanára
- dr. Szendrő Zsolt, a Kaposvári Egyetem egyetemi tanára
- dr. Tomcsányi Teodóra, a Semmelweis Egyetem egyetemi tanára
- dr. Tóth Mihály, az Óbudai Egyetem professor emeritusa
- dr. Varjú György, a Budapesti Műszaki és Gazdaságtudományi Egyetem professor emeritusa

### 2013
- Dr. Bányai Éva
- Dr. Bollobás Enikő
- Dr. Hidasi Judit
- Dr. Nyakas Csaba
- Dr. Repa Imre
- Dr. Székelyi Mária
- Dr. habil. Ujváry Gábor
- Dr. Láng Győző
- Dr. Pósfai Mihály
- Dr. Török Ádám

### 2014
- Dr. Albert Levente, a Nyugat-magyarországi Egyetem Erdőmérnöki Kar Professor Emeritusa
- Dr. Asztalos Tibor, a Szegedi Tudományegyetem nyugalmazott egyetemi oktatója
- Dr. Csiba László, a Debreceni Egyetem Általános Orvostudományi Kar egyetemi tanára, igazgatója
- Dr. Donáth Péter, nyugdíjas egyetemi tanár, Professor Emeritus, Eötvös Loránd Tudományegyetem
- Dr. Fokasz Nikosz, az Eötvös Loránd Tudományegyetem Társadalomtudományi Kar egyetemi tanára, tanszékvezetője
- Dr. Heszky László, a Szent István Egyetem Mezőgazdaság- és Környezettudományi Kar nyugalmazott egyetemi tanára, Professor Emeritus
- Dr. Kerekes Sándor, a Kaposvári Egyetem, Gazdaságtudományi Kar egyetemi tanára, doktori iskola vezetője
- Dr. Kovács Árpád, a Pannon Egyetem egyetemi tanára
- Dr. Lajos Tamás, a Budapesti Műszaki és Gazdaságtudományi Egyetem Gépészmérnöki Karának Professor Emeritusa
- Dr. Marosi György, a Budapesti Műszaki és Gazdaságtudományi Egyetem Vegyészmérnöki és Biomérnöki Kar egyetemi tanára
- Dr. Molnár Imre, a Szegedi Tudományegyetem Állam- és Jogtudományi Kar Professor Emeritusa
- Dr. Molnár Sándor, a Szent István Egyetem Gépészmérnöki Kar egyetemi tanára
- Nyárády Gáborné dr., a Budapesti Gazdasági Főiskola Külkereskedelmi Kar főiskolai tanára
- Dr. Szávai János, az Eötvös Loránd Tudományegyetem Bölcsészettudományi Kar Professor Emeritusa
- Dr. Szeberényi József, a Pécsi Tudományegyetem, Általános Orvostudományi Kar egyetemi tanára
- Dr. Telek Miklós, a Budapesti Műszaki és Gazdaságtudományi Egyetem Villamosmérnöki és Informatikai Kar egyetemi tanára
- Dr. Veress József, a Budapesti Műszaki és Gazdaságtudományi Egyetem Gazdaság- és Társadalomtudományi Kar egyetemi tanára
- Dr. Zarándi Márta, a Szegedi Tudományegyetem, Általános Orvostudományi Kar egyetemi tanára

### 2015
- Dr. Bárdos György egyetemi tanár – ELTE, Pedagógiai és Pszichológiai Kar
- Dr. Györffy Miklós professzor emeritus – ELTE, Bölcsészettudományi Kar
- Dr. Kullmann Lajos professzor emeritus – ELTE, Bárczi Gusztáv Gyógypedagógiai Kar
- Dr. Móri Tamás Ferenc egyetemi docens, ELTE, Természettudományi Kar
- Az EMMI honlapja - https://www.kormany.hu/hu/emberi-eroforrasok-miniszteriuma/hirek/balog-zoltan-versenykepes-es-minosegi-oktatasra-van-szukseg Archiválva 2017. július 5-i dátummal a Wayback Machine-benszerinti adatok: 
  - Prof. Dr. Bárdos György, az ELTE Pedagógiai és Pszichológiai Kar, Egészségfejlesztési és Sporttudományi Intézet egyetemi tanára,
  - Dr. Gyimóthy Tibor, a Szegedi Tudományegyetem, Természettudományi és Informatikai Kar, Informatikai Tanszékcsoport Szoftverfejlesztés Tanszék tanszékvezető egyetemi tanára,
  - Györffy Miklós, az Eötvös Loránd Tudományegyetem Bölcsészettudományi Kar irodalomtörténésze, professor emeritusa
  - Dr. Kadocsa György, az Óbudai Egyetem egyetemi docense,
  - Dr. Komáromi Gabriella, a Kaposvári Egyetem nyugalmazott egyetemi tanára,
  - Dr. Körtesi Péter Zsombor, a Miskolci Egyetem Gépészmérnöki és Informatikai Kar egyetemi docense,
  - Dr. Krisztin Tibor, a Szegedi Tudományegyetem, Természettudományi és Informatikai Kar, Bolyai Intézet tanszékvezető egyetemi tanára,
  - Dr. Kullmann Lajos, az Eötvös Loránd Tudományegyetem Bárczi Gusztáv Gyógypedagógiai Kar professor emeritusa,
  - Dr. Molnár Dénes, a Pécsi Tudományegyetem Általános Orvostudományi Kar, Gyermekgyógyászati Klinika egyetemi tanára,
  - Dr. Móri Tamás Ferenc, az Eötvös Loránd Tudományegyetem Természettudományi Kar Matematikai Intézet egyetemi docense,
  - Dr. Prohászka Zoltán, a Semmelweis Egyetem Általános Orvostudományi Kar, III. sz. Belgyógyászati Klinika egyetemi tanára,
  - Dr. Stépán Gábor, a Budapesti Műszaki és Gazdaságtudományi Egyetem Gépészmérnöki Kar, Műszaki Mechanikai Tanszék tanszékvezető egyetemi tanára,
  - Prof. Dr. Szigeti Jenő, a Nyugat-magyarországi Egyetem Mezőgazdaság- és Élelmiszertudományi Kar egyetemi tanára,
  - Prof. Dr. Blutman László, a Szegedi Tudományegyetem Állam- és Jogtudományi Kar, Nemzetközi Jogi és Európa-jogi Tanszék tanszékvezető egyetemi tanára,
  - Prof. Dr. Görgényi Ilona, a Miskolci Egyetem Állam- és Jogtudományi Kar Bűnügyi Tudományok Intézetének egyetemi tanára,
  - Prof. Dr. J. Nagy László, a Szegedi Tudományegyetem Bölcsészettudományi Kar, Történeti Intézet, Újkori Egyetemes Történeti és Mediterrán Tanulmányok Tanszék egyetemi tanára.

### 2016
- Prof. Dr. Badó Attila, a Szegedi Tudományegyetem Állam- és Jogtudományi Kar intézetvezető egyetemi tanára,
- Dr. Felinger Attila, a Pécsi Tudományegyetem Természettudományi Kar egyetemi tanára,
- Dr. Gyurcsányi Ervin Róbert, a Budapesti Műszaki és Gazdaságtudományi Egyetem Vegyészmérnöki és Biomérnöki Kar egyetemi docense,
- Dr. Halász Gábor, az Eötvös Loránd Tudományegyetem Pedagógiai és Pszichológiai Kar egyetemi tanára,
- Prof. Dr. Hornung Erzsébet, a Szent István Egyetem Állatorvos-tudományi Kar egyetemi tanára,
- Dr. Karlinger Kinga, a Semmelweis Egyetem tudományos főmunkatársa,
- Kerecsen Istvánné dr. Rencz Márta, a Budapesti Műszaki és Gazdaságtudományi Egyetem Villamosmérnöki és Informatikai Kar egyetemi tanára, tanszékvezető-helyettese,
- Dr. Micheller Magdolna, a Szent István Egyetem Gazdasági, Agrár és Egészségtudományi Kar főiskolai tanára,
- Dr. Nagy Ágnes, a Debreceni Egyetem, Természettudományi és Technológiai Kar egyetemi tanára,
- Dr. Sass Miklós, az Eötvös Loránd Tudományegyetem Természettudományi Kar egyetemi tanára,
- Dr. Simonyi Sándor, a Trigon Electronica Fejlesztő és Szolgáltató Kft. ügyvezető igazgatója,
- Dr. Szekeres Júlia, a Pécsi Tudományegyetem Klinikai Központ egyetemi tanára,
- Dr. Turcsányi-Szabó Márta, az Eötvös Loránd Tudományegyetem Informatikai Kar egyetemi docense,
- Dr. Váradi Károly, a Budapesti Műszaki és Gazdaságtudományi Egyetem Gépészmérnöki Kar egyetemi tanára.

### 2017
- Dr. Láng Péter, a Budapesti Műszaki és Gazdaságtudományi Egyetem Gépészmérnöki Kar egyetemi tanára, a Magyar Tudományos Akadémia doktora,
- Prof. Dr. Máthé Gábor, a Nemzeti Közszolgálati Egyetem professor emeritusa, a Magyar Tudományos Akadémia Jogtörténeti Albizottságának elnöke,
- Dr. Simon László, az Eötvös Loránd Tudományegyetem Természettudományi Kar professor emeritusa,
- Dr. Szász Domokos, a Budapesti Műszaki és Gazdaságtudományi Egyetem Természettudományi Kar professor emeritusa, a Magyar Tudományos Akadémia alelnöke,
- Prof. Dr. Vajda István, az Óbudai Egyetem Kandó Kálmán Villamosmérnöki Kar dékánja, egyetemi tanár, a Magyar Tudományos Akadémia doktora.

### 2018
- Prof. Dr. Blaskó Béla, a Nemzeti Közszolgálati Egyetem Rendészettudomány Karának egyetemi tanára,
- Dr. Bokor József, a Budapesti Műszaki és Gazdaságtudományi Egyetem egyetemi tanára,
- Dr. Csernus Valér, a Pécsi Tudományegyetem Általános Orvostudományi Kar egyetemi tanára,
- Dr. Enyedi Péter, a Semmelweis Egyetem, Élettani Intézet egyetemi tanára,
- Dr. Fridli Sándor, az Eötvös Loránd Tudományegyetem tanszékvezető egyetemi tanára,
- Dr. Gyulai Ákos, a Miskolci Egyetem Professor Emeritusa,
- Dr. Iványi Béla, a Szegedi Tudományegyetem, Általános Orvostudományi Kar Pathológiai Intézet egyetemi tanára,
- Prof. Dr. Rontó Miklós, a Miskolci Egyetem Professor Emeritusa